# G6 howitzer
O desenvolvimento do autopropelido G6-Rhino começou na década de 1970. Primeiro protótipo foi construído em 1981. O Rhino viu-se em ação em Angola, antes mesmo de ser produzido em massa. Ele entrou em serviço com a SANDF em 1988. Alguns destes Obus Autopropulsados foram exportadas para os Emirados Árabes Unidos e Omã.

## Descrição
Desenhado nos anos 80 com base no sistema de artilharia rebocado G-5, o G-6 foi durante muito tempo e de longe o mais sofisticado e eficiente sistema de artilharia autopropulsada em operação e com provas dadas em situações reais de conflito.
O G-6 é um casamento entre o grande alcance do canhão G-5 e um sistema de locomoção capaz de percorrer grandes distâncias num reduzido espaço de tempo, quer em terreno irregular quer em estrada.
Ao colocar um canhão de 155mm numa plataforma sobre rodas, normalmnte vista como um meio menos eficaz por poder prejudicar a estabilidade, os sul africanos tentaram criar uma arma que pudesse ser transportada com rapidez e operar em áreas onde fosse necessário, em incursões rápidas, retirando-se em seguida, aproveitando a sua excepcional velocidade.
Concebido a pensar na savana africana, em áreas com terra seca e dura, o G-6 ultrapassou o problema da estabilidade, com a colocação de sapatas hidraulicas que são baixadas automaticamente sempre que o equipamento é preparado para disparar.
O sistema G-6, é considerado um dos sistemas de artilharia autopropulsada do mundo mais capazes, ultrapassando quer os sistemas de concepção russa quer o americano M-109, mesmo na suas versões mais recentes. Em termos de alcance efectivo o único equipamento que pode contestar o G-6 é o PzH 2000 alemão, que detém em 2007 o record de alcance, que retirou do G-6.
Embora a desvantagem do sistema de propulsão 6x6 não se note em terrenos desérticos e na Savana africana, o mesmo não ocorre em cenário onde houver terreno pantanoso ou acidentado. Nestes cenários o G-6 tem fraca mobilidade e não pode competir com sistemas baseados em lagartas.
O G-6 foi testado pela Índia em 2005, para uma possível compra de 280 unidades, mas a aquisição foi cancelada, embora o G-6 tenha sido instalado num chassis de tanque T-72 e num chassis de Arjun.
Os resultados não parecem ter sido satisfatórios e a Índia decidiu posteriormente efetuar uma análise completa sobre as suas necessidades de meios autopropulsados de artilharia.

## Variantes
- G6
- G6 M1A3:Versão EXPORTADA para os Emirados Árabes Unidos.
- G6-52 (Câmara litros 23)
- G6-52 Faixa de Extensão (Câmara de 25 litros)

Reduzido grupo de 3-5;
pode disparar Projéteis até 67 km, a uma cadencia de disparo de oito voltas / minuto;
Aumento da velocidade de off-road para cerca de 70 km/h;
implementadas múltiplas rodadas simultâneas de impacto (espectroscopia) e tecnologia pode desembarcar seis (G6-52L variante) ou cinco (G6-52) disparos em alvos Simultâneos até 25 km de distância, e
Actualmente está em fase de testes extensivos.
- G6 Marksman: uma versão SPAAG britânico, equipado com a torre Marksman [3]

## Operadores

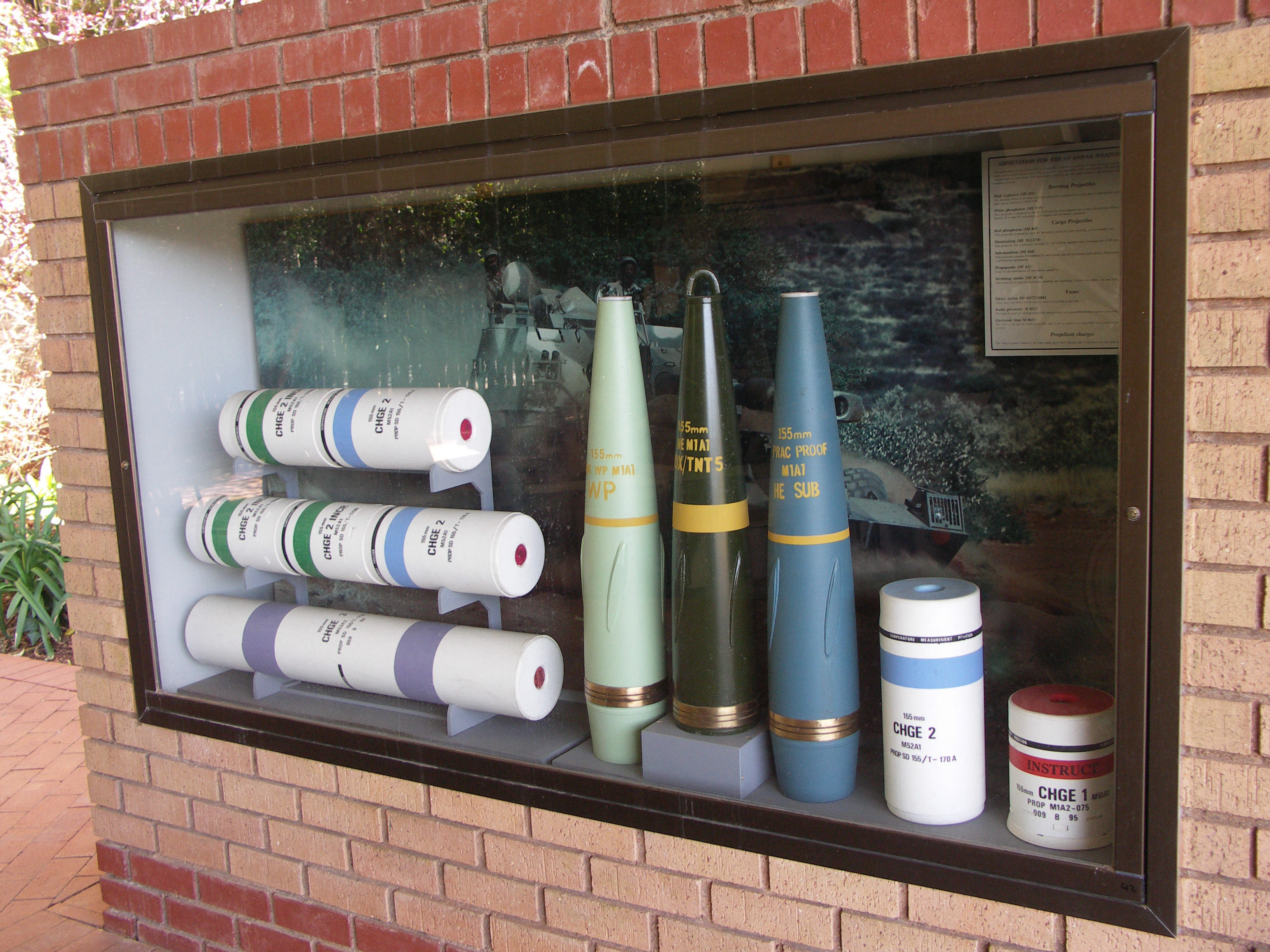
Munições do G5 e G6

- África do Sul Quantidade Máxima:43 - Quantidade em serviço:43[4][5]
- Emirados Árabes Unidos Qtd: Máx:78 - Qtd. em serviço:78
- Omã Qtd: Máx:24 - Qtd. em serviço:24